# Caradrina rosea
Caradrina rosea là một loài bướm đêm trong họ Noctuidae.